# 特尔格廷查干诺尔
特尔格廷查干诺尔是位于中国内蒙古自治区呼伦贝尔市新巴尔虎右旗赛汉塔拉苏木东部的一个湖泊，位于查干诺尔以东。其位置约在东经116°31′，北纬48°01′。湖面海拔508.90米，面积达1.1平方公里。该湖的主要沉积物为石盐和芒硝。特尔格廷查干诺尔在蒙古语中的意思是附近的白湖。